# Felipe Berriozábal

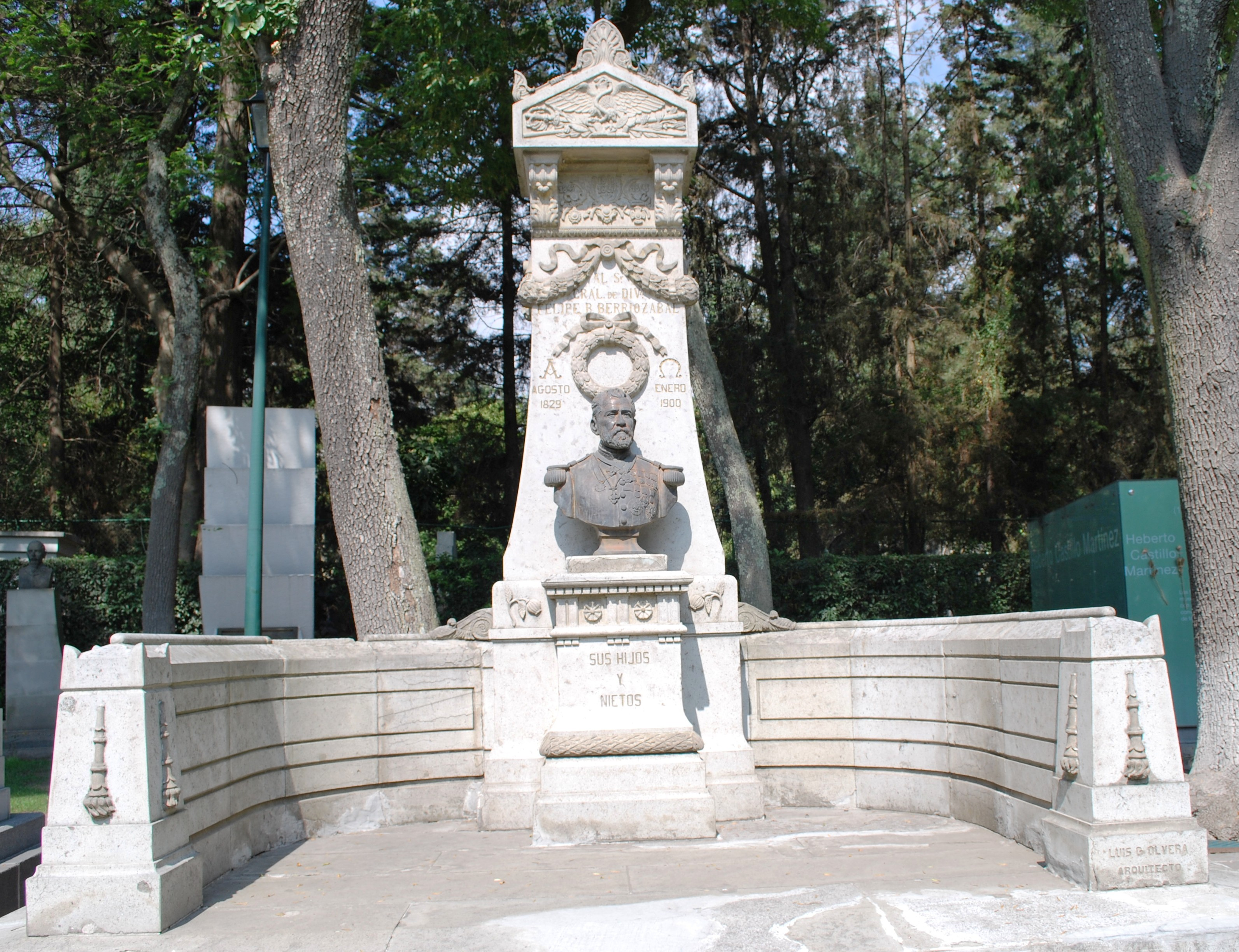
Sepulcre de Felipe Berriozábal a la Rotonda de las Personas Ilustres

Felipe Berriozábal (Zacatecas, estat de Zacatecas, Mèxic, 23 d'agost de 1827 - ibíd., 8 de gener de 1900), va ser un polític mexicà, militar liberal i enginyer de professió. Va participar en la Guerra de Reforma i va formar part dels governs de Benito Juárez i Porfirio Díaz.

## Primers anys
Va realitzar els seus estudis professionals a l'Escola Nacional d'Enginyers, els quals va haver d'interrompre el 1847 per combatre la intervenció nord-americana a Mèxic. El 1849 es va graduar com a enginyer i va realitzar el projecte hidràulic de canalització del riu Lerma. Durant la Revolució d'Ayutla va participar amb els liberals, sota les ordres del general Plutarco González. Durant la Guerra de Reforma, el general Santos Degollado el va nomenar coronel de cavalleria auxiliar i més tard va ascendir a general de brigada.
Durant la Guerra de Reforma, Berriozábal va participar en la batalla de Salamanca, en la batalla de Tacubaya i en els enfrontaments de Temascaltepec i Yuriria. Va actuar sota les ordres del general Ignacio Zaragoza en enfrontar-se i derrotar Leonardo Márquez a les Lomas de Calderón, però va ser empresonat per Miguel Miramón el desembre de 1860.
El 1862 va participar en la defensa del convent de San Agustín, a la batalla de Las Cumbres i a la batalla de Puebla. El 1863 va ser fet presoner pels francesos, però va aconseguir escapolir-se i s'uní al president Benito Juárez, qui el va designar el 1865 ministre de guerra.

## Carrera política
El 1865 Berriozábal va ser nomenat secretari de guerra durant el govern de Benito Juárez. Va ser governador de l'estat de Mèxic i Michoacán, i a finals del segle xix va ser nomenat ministre de governació pel president Porfirio Díaz. Finalment, va ocupar el 1896 la cartera de ministre de guerra i marina. Va morir el 9 de gener de 1900; les seves restes descansen a la Rotonda de las Personas Ilustres. En el seu honor, el seu cognom va ser donat al municipi de Coacalco de Berriozábal, a l'estat de Mèxic.